# Dicranota angulata
Dicranota angulata är en tvåvingeart som beskrevs av Alexander 1936. Dicranota angulata ingår i släktet Dicranota och familjen hårögonharkrankar. Inga underarter finns listade i Catalogue of Life.